# Kenny Agostino
Kenneth Tyler Agostino (Morristown, 30 aprile 1992) è un hockeista su ghiaccio statunitense, attaccante del Düsseldorfer EG della Deutsche Eishockey Liga (DEL).

## Carriera
È stato selezionato al quinto giro, 140º assoluto, dei Pittsburgh Penguins all'NHL Entry Draft 2010 ed è stato acquisito dai Calgary Flames nella trade di Jarome Iginla. Agostino ha giocato quattro stagioni di hockey al college per gli Yale Bulldogs ed è stato un membro della squadra vincitrice del campionato nazionale 2013 della scuola.
Agostino ha giocato la stagione 2021-22 della Kontinental Hockey League, che è stata accorciata di circa 20 partite (le cancellazioni variavano da squadra a squadra) a causa della pandemia di COVID-19 in Russia. Il 16 febbraio 2022, la KHL ha annunciato che avrebbe proceduto con i playoff della Coppa Gagarin, con una data di inizio del 1º marzo. Il 24 febbraio è iniziata l'invasione russa dell'Ucraina e il 5 marzo un certo numero di giocatori KHL non russi, oltre a due squadre complete con sede al di fuori della Russia, si erano ritirati dal campionato. La NHL ha sospeso tutte le interazioni con la KHL entro l'8 marzo. Agostino è stato contattato da una squadra della Swedish Hockey League (SHL), ma ha scelto di firmare un'estensione del contratto con il Torpedo Nizhny Novgorod per la stagione 2022-23 della KHL.